# Association pour les fouilles archéologiques nationales
Pour les articles homonymes, voir Afan (homonymie).
L'Association pour les fouilles archéologiques nationales (AFAN) est une association loi de 1901 dont les statuts constitutifs ont été déposés le 26 décembre 1973 dans le but de réaliser des fouilles de sauvetage puis des diagnostics archéologiques et des fouilles préventives ou programmées.
Structure de droit privé, elle était néanmoins placée sous la tutelle de l'État par le biais du Ministère de la Culture. Son rôle officiel était de gérer les crédits du ministère de la Culture, ainsi que d'autres ministères et d'aménageurs privés et publics dans le but de réaliser les opérations d'archéologie.
À la suite de la loi sur l'archéologie préventive de 2001, elle est transformée en 2002 en EPA, et devient l'Institut national de recherches archéologiques préventives.